# The Doctor's Double
The Doctor's Double è un cortometraggio muto del 1912 scritto e diretto da Fred J. Balshofer.

## Produzione
Il film fu prodotto dalla 101-Bison e dalla New York Motion Picture.

## Distribuzione
Distribuito dalla Film Supply Company, il film - un cortometraggio in una bobina - uscì nelle sale cinematografiche statunitensi il 20 settembre 1912.